# Víťazovce
Víťazovce jsou obec na Slovensku v okrese Humenné v Prešovském kraji ležící na úpatí Ondavské vrchoviny. Žije zde 300 obyvatel.
První písemná zmínka pochází z roku 1545. Nachází se zde římskokatolický kostel svatého Cyrila a Metoděje.